# 塩川悠子
塩川 悠子（しおかわ ゆうこ、1946年6月1日 - ）は、東京生まれのヴァイオリニストである。ロンドン在住。

## 来歴
5歳からヴァイオリンを学ぶ。1957年、家族でペルーに移住し、Eugen Cremer に師事し、リマ交響楽団と共演してコンサート活動を始めた。1963年からミュンヘンでヴィルヘルム・シュトロスに師事し、1968年からザルツブルクでシャーンドル・ヴェーグに師事した。1963年、ラファエル・クーベリック指揮バイエルン放送交響楽団、ヘルベルト・フォン・カラヤン指揮ベルリン・フィルハーモニー管弦楽団と共演し、以来ヨーロッパ、アメリカ、日本、イスラエルの主要オーケストラと共演している。
1965年、デトモルト・アカデミー・コンクールで第1位、メンデルスゾーン・コンクールで金賞を獲得した。
1967年、ラファエル・クーベリックからその父ヤン・クーベリックの愛器だった1715年製ストラディヴァリウス「エンペラー」の貸与を受け、2000年まで使用していた。
1978年、芸術選奨新人賞受賞。
主にピアニストである現在の夫アンドラーシュ・シフと室内楽、リサイタルを行っている（最初の夫は比較文学者大久保喬樹）。

## ディスコグラフィー
- 『J.S.バッハ 無伴奏ヴァイオリン・ソナタ&パルティータ全集』カメラータ・トウキョウ 1991年
- 『モーツァルト　ヴァイオリン・ソナタ第35番ト長調、第28番ホ短調、「泉のほとりで（ああ、私は恋人を失くした）」による6つの変奏曲ト短調、ヴァイオリン・ソナタ第40番変ロ長調』アンドラーシュ・シフ（Pf） ユニバーサル ミュージック 1992年
- 『ハイドン:ピアノ三重奏曲集』アンドラーシュ・シフ（Pf）、ボリス・ペルガメンシコフ（Vc） ユニバーサル ミュージック 1995年
- 『モーツァルト ピアノ四重奏曲第1番ト短調、第2番変ホ長調』シフ（Pf）、エーリッヒ・ヘバルト（Va）、ミクローシュ・ペレーニ ユニバーサル ミュージック 1995年
- 『ハイドン:ピアノ三重奏曲集』シフ（Pf）、ペルガメンシコフ（Vc） ユニバーサル ミュージック 1996年
- 『無伴奏ヴァイオリンのための作品』バルトーク&バッハ カメラータ・トウキョウ 1996年
- 『モーツァルト ヴァイオリン・ソナタ集』遠山慶子（Pf） カメラータ・トウキョウ 2003年
- 『ドヴォルザーク：交響曲第7番・ヴァイオリン協奏曲』ラファエル・クーベリック指揮、バイエルン放送交響楽団 キングインターナショナル 2004年